# Rizzoli Education
Rizzoli Education è una casa editrice Italiana che opera nel settore della scolastica. Propone, insieme ad altre case editrici, libri e pubblicazioni ad uso della Scuola primaria e della Scuola secondaria (di primo e di secondo grado).

## Storia
La casa editrice opera nel settore della scolastica attraverso prodotti editoriali cartacei e digitali, oltre a tecnologie e servizi destinati a docenti e studenti.
Precedentemente, è stata proprietà di RCS MediaGroup, l'editore del quotidiano milanese Corriere della Sera.
Da aprile 2016, col perfezionamento della cessione della divisione libri a Mondadori, il ramo "Education" è divenuto parte del Gruppo di Segrate.

## Catalogo
Il catalogo si compone di varie case editrici ognuna di esse specializzata su temi e metodologie di insegnamento di varie materie, attraverso libri rivolti ai professori e agli studenti. Un totale di 11 case editrici in grado pubblicare e sviluppare prodotti editoriali (cartacei e digitali), servizi e tecnologie inerenti a molte discipline come tecnologia e informazione, economia e agraria, lingue e metodologie di insegnamento, scienza e matematica, oltre che umanistiche e geografiche.
Il catalogo si rivolge a docenti e studenti delle scuole primarie e secondaria primo e secondo grado.
Le case editrici che fanno parte del catalogo di Rizzoli Education sono:

### Calderini
Il suo catalogo si compone di pubblicazioni per le materie tecniche e professionali della secondaria di II grado. Tra le opere più conosciute “Tecnologie e tecniche d’installazione” di Vittorio Savi e “Sala e vendita” di Paolo Gentilini.

### Edagricole
Edagricole, con 27 riviste e un catalogo di 2000 titoli, è una casa editrice specializzata in pubblicazioni sull’agricoltura. Creata da Luigi Perdisa, professore di economia ed estimo agrario e preside della Facoltà di Agraria di Bologna, che dopo avere fondato, nel 1937, Il tecnico agrario professionista, successivamente con il nome di Genio Rurale, aggiungeva alla prima rivista altre 22 testate relative alle diverse discipline della scienza e della tecnologia agraria, un catalogo che ha giunto raggiunto i duemila titoli, tra grandi manuali, prontuari, volumetti divulgativi nelle sfere diverse dell'attività di coltivazione e di allevamento.

### Edinumen
Edinumen è editore con sede in Spagna specializzato in corsi formativi in lingua spagnola come lingua straniera (ELE). Da oltre 15 anni impegnato nella ricerca metodologica, è anche attivo nella formazione continua degli insegnanti attraverso seminari e workshop. Le sue pubblicazioni sono utilizzate nei principali centri di formazioni e università.
In collaborazione con il marchio Sansoni per la Scuola, in esclusiva per l’Italia, pubblica corsi espressamente concepiti per la secondaria di I e II grado e spesso adottati anche nei corsi universitari (“Espacio Joven”, “Prisma Plus”, “Unive”).

### Etas
Il marchio Etas è specializzato nelle discipline tecniche e scientifiche. Attualmente il catalogo è incentrato su proposte per la secondaria di II grado, in particolare nell’ambito matematico.

### Fabbri
Fabbri si focalizza sulla produzione didattica rivolta alle scuole primarie e secondarie di primo grado, coprendo tutti gli ambiti disciplinari e con particolare attenzione per le materie matematico-scientifiche e linguistico-espressive.
Autori di punta di Fabbri sono Rosetta Zordan (nel campo umanistico della scuola secondaria di primo grado) e Gilda Flaccavento Romano (nell'ambito matematico-scientifico della scuola secondaria di primo grado).
Per quanto riguarda la scuola primaria, tra gli autori che hanno dato origine a molti libri, si possono citare: Anna Ronca, Milena Gaboli, Luisa Bordin, Eliana Guzzo, Francesca Fiorin ed Annamaria Parravicini. Per gli autori maschili ricordiamo Aldo Denzi e Giuseppe Bordi, quest'ultimo noto per le narrative della scuola primaria della collana "I Piccoletti".
Tra i libri di maggior successo della scuola primaria, ricordiamo i quaderni operativi Attivamente, Se faccio imparo e Tutti insieme.

### La nuova Italia
La Nuova Italia si concentra sulla produzione in ambito umanistico per le scuole secondarie di primo e di secondo grado. Fondata nel 1926, è stata un punto di riferimento nella scuola, con libri di testo di nuova concezione e con all’impegno nella formazione dei docenti. Tra i corsi di maggior successo “Dialogo con la storia e l’attualità” di Antonio Brancati e Trebi Pagliarani, ed “Eventi & Scenari” di Valerio Castronovo.
La casa editrice La Nuova Italia fu fondata a Venezia nel 1926 da Elda Bossi e dal marito Giuseppe Maranini. Dopo una breve parentesi a Perugia si trasferì nel 1930, sotto la direzione di Ernesto Codignola, a Firenze. Nel capoluogo toscano ebbe sede, nel 1958, in piazza Indipendenza al numero 29. Si trasferì nel 1972 nel palazzo appositamente commissionato all'architetto Edoardo Detti in via Antonio Giacomini.

### Markes
Fondata nel 1985, la casa editrice Markes si è caratterizzata per i corsi di geografia economica. Negli anni Markes ha ampliato la propria offerta con proposte di scienze naturali e con una collana specifica rivolta agli istituiti professionali alberghieri.
Tra i testi più conosciuti appartenenti a questa casa editrice “Sette stelle” di Carlo Columbo e “Corso di biologia” di Elena e Ornella Porzio.

### Oxford University Press
La Oxford University Press (OUP) è la più grande stampa universitaria del mondo con la più ampia presenza globale. Fondata nel 1478, ha lo scopo di programmare il Global Academic Publishing che copre l'intero le pubblicazioni nello spettro accademico e dell'istruzione superiore, compresa di libri di letteratura accademica e di interesse generale, riviste e prodotti online.Inizialmente sotto il marchio Oxford, sui libri distribuiti in Italia, era presente la dicitura "La nuova Italia". Probabilmente il marchio Oxford era distribuito in origine da La nuova Italia
Dipartimento dell’Università di Oxford negli ultimi 100 anni ha consolidato una forte presenza nel campo dell’English Language Teaching. Presente in Italia da 40 anni, ha continuato a pubblicare materiali specifici per il curricolo italiano diventando leader di mercato in tutti i settori scolastici con libri quali “Headway”, “Network”, “Horizons”, “English File”, “English plus”, “High Spirits”,  “Get Smart”, “High Five” , “Treetops”, “Let’s Explore” ed il libro giunto ormai alla terza edizione, Step Up, per la scuola secondaria di 1º Grado. 
E' importante citare il libro Treetops, come gran successo della Oxford nell'editoria della scuola primaria. Il corso nasce nel 2007, per mezzo di Lisa Kester Dogson e Sarah M. Howell. Amatissimo da docenti e bambini, il corso giunge alla riedizione nel 2014, con il nome di New Treetops. Il pacchetto di contenuti di New Treetops si rinnova nel 2017, aggiungendo la dicitura "gold" nel titolo del libro.
Nel 2018 arriva il nuovo libro "Rainbow Bridge", scritto dalle stesse autrice di Treetops e New Treetops. Si potrebbe definire una riedizione ulteriore dei libri precedenti, anche per la presenza di contenuti simili tra New Treetops e Rainbow Bridge. 
New Treetops e Rainbow Bridge sono tutt'ora nel catalogo Oxford-Rizzoli Education

### Sansoni per la scuola
Fondata a Firenze nel 1873, Sansoni si occupa del settore dei dizionari e nell’editoria scolastica per la secondaria di primo e secondo grado. Tra i testi più conosciuti, i manuali di Greco antico di Carlo Campanini e “Storia dell’arte italiana” di Giulio Carlo Argan.

### Tramontana
Nata negli anni 30, Tramontana si affaccia al panorama scientifico e tecnico, con pubblicazioni di diritto, economia aziendale, chimica, fisica, biologia, scienze della terra, matematica, elettronica, informatica.
Tra i libri più adottati di Tramontana “Domani in azienda” di Eugenio Astolfi e “Diritto in pratica” curato da Marco Capiluppi.

## Formazione
Rizzoli Education sviluppa all'anno 50 corsi, 3200 pubblicazioni a catalogato e on line con 1732 versioni digitali, con 7.000.000 di studenti che utilizzano i suoi prodotti.

### Hub Scuola
Piattaforma italiana per la didattica digitale. Progettata da Mondadori Education e Rizzoli Education fornisce servizi e pubblicazioni e-learning attraverso un app dedicata, webinar e libri digitali.

### Formazione su Misura
Pianificazione insieme alle scuole e ai docenti: una proposta formativa disegnata intorno ai bisogni degli insegnanti e aggiornata rispetto alle priorità del Piano Nazionale per la Formazione dei Docenti.
Con il progetto Formazione su Misura, Rizzoli Education fornisce un catalogo di corsi di formazione per l’aggiornamento in diversi ambiti, come i nuovi ambienti per l’apprendimento digitale, le competenze e l’inclusione scolastica.
Ogni anno vengono organizzati eventi gratuiti anche online dedicati alla formazione dei docenti, che esplorano le nuove metodologie didattiche e consentono agli insegnanti di essere parte attiva nella ricerca, nell’innovazione e nella sperimentazione, tra i quali MateScienze Day.